# Target Field
Das Target Field ist ein Baseballstadion in der US-amerikanischen Stadt Minneapolis im Bundesstaat Minnesota. Es ist die Heimspielstätte der Minnesota Twins aus der Major League Baseball (MLB).

## Geschichte
Die Eröffnung des neuen Ballparks fand statt am 12. April 2010 (mit einem 5:2-Sieg gegen die Boston Red Sox). Das Target Field ist die sechste Spielstätte in der Geschichte des Franchise. Zuvor spielten die Twins von 1982 bis 2009 im Hubert H. Humphrey Metrodome. Der Bau kostete 545 Mio. US-Dollar. Der Hennepin County gab dafür 350 Mio. US-Dollar aus. Die Minnesota Twins steuerten die weiteren 195 Mio. Dollar bei. Am 15. September 2008 gaben die Twins den Abschluss eines Sponsorvertrages mit der Target Corporation bekannt. Die Vereinbarung läuft bis in das Jahr 2035. Über das finanzielle Volumen wurde nichts veröffentlicht.
Das Target Field ist der sechste Baseballpark der Twins/Senators und der dritte des Franchises in Minnesota. Die Twins hatten 28 Spielzeiten im Hubert H. Humphrey Metrodome und davor 21 Spielzeiten im Metropolitan Stadium gespielt. Die Twins teilten sich beide Stadien mit den Minnesota Vikings. Im Metrodome spielten zusätzlich das College-Football-Mannschaft der Minnesota Golden Gophers (University of Minnesota).
Am 1. Januar 2021 sollte das NHL Winter Classic zwischen den Minnesota Wild und den St. Louis Blues im Stadion stattfinden. Aufgrund der COVID-19-Pandemie wurde das Eishockeyspiel unter freiem Himmel um ein Jahr verschoben.

## Galerie

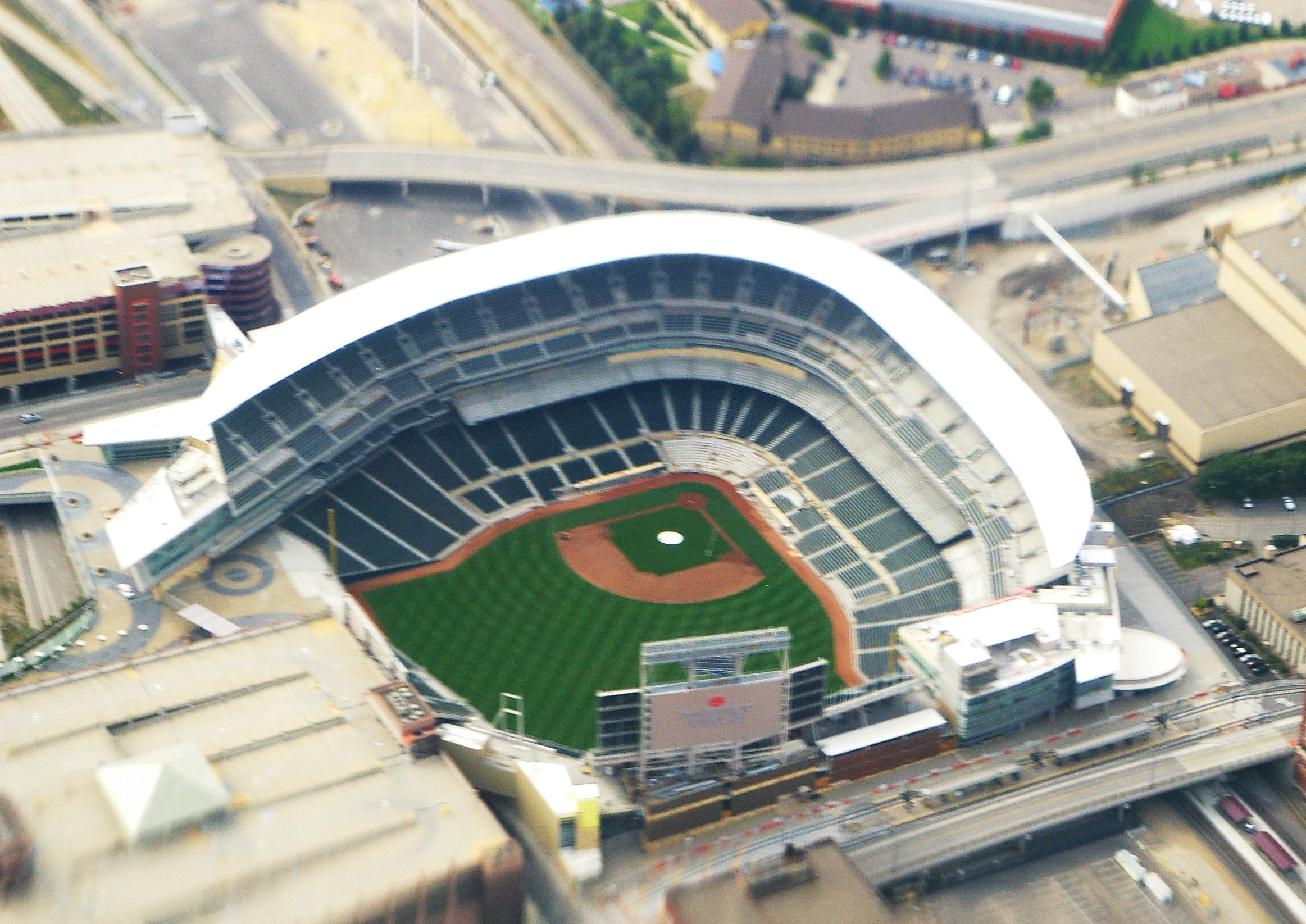
Luftbild in der Bauphase vom September 2009
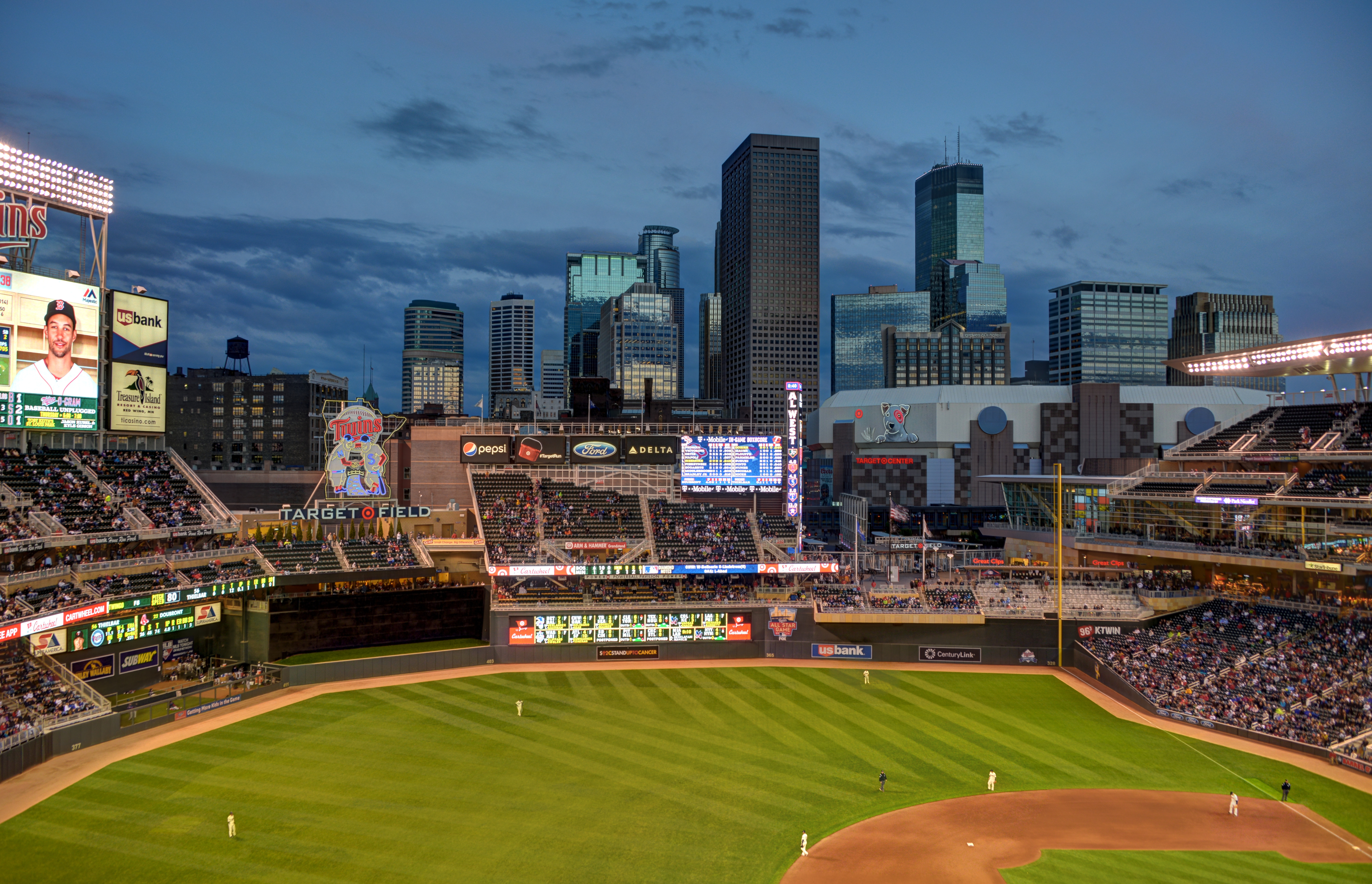
Target Field vor der Skyline. Im rechten Hintergrund das Target Center, die Spielstätte der Minnesota Timberwolves aus der National Basketball Association (Mai 2014).
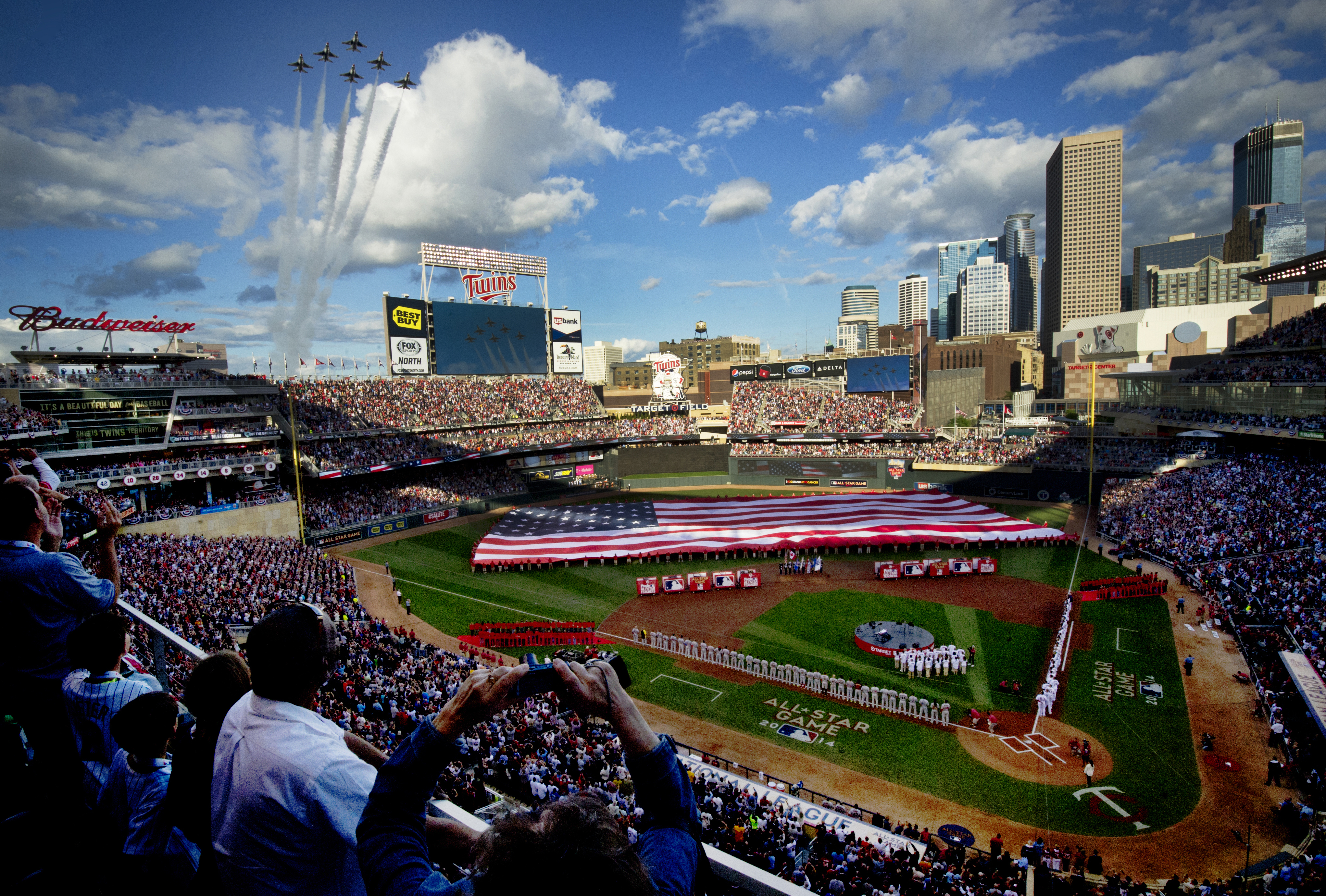
Überflug der Thunderbirds vor dem MLB All-Star Game 2014.
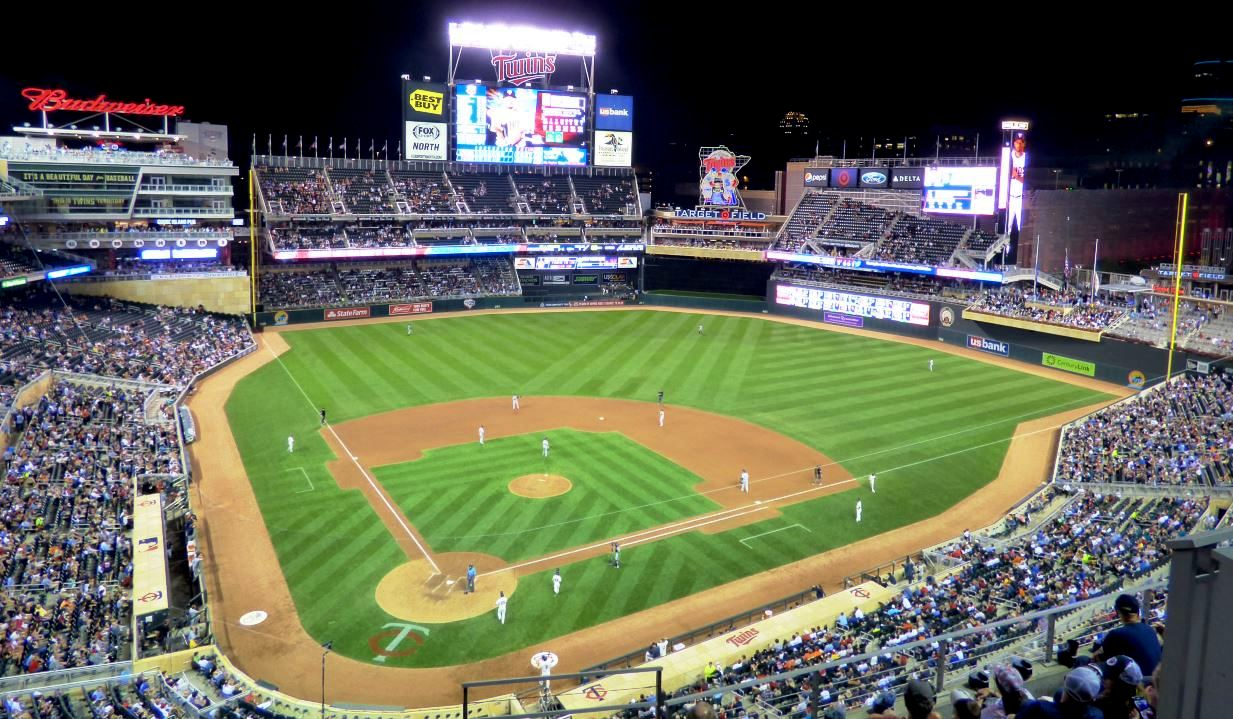
August 2016